# Simon Ramo
Simon "Si" Ramo (Salt Lake City, 7 de maio de 1913 – Santa Mônica, Califórnia, 27 de junho de 2016) foi um físico, engenheiro e industrial estadunidense.